# Prison de Seodaemun
Pour les articles homonymes, voir Seodaemun (homonymie).
La prison de Seodaemun (서대문형무소) était une prison de Séoul, en Corée du Sud, aujourd'hui reconvertie en musée.

## Histoire
La prison de Seodaemun a été construite à Séoul par le gouvernement japonais durant la période de colonisation de la Corée par le Japon. La construction a débuté en 1907 et la prison a ouvert  le 21 octobre 1908. Avec une superficie totale de 560 pyeong (1800 m²), elle pouvait héberger 500 détenus, soit plus que toutes les autres prisons coréennes réunies. Son nom d'origine était prison (gamok) de Gyeongseong. Le nom de prison (hyeonmuso) de Seodaemun date de 1923.

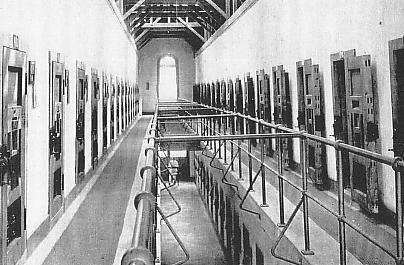
Intérieur de la prison sous l'occupation japonaise.

Jusqu'à la libération de la Corée le 21 août 1945, elle a été un lieu où de nombreux résistants coréens ont été emprisonnés, torturés ou exécutés. Les indépendantistes Yu Gwan-sun, Kim Gu et Gang Ugyu (ko) y ont été enfermés. Elle comptait 2890 prisonniers en 1944.
Après la libération, la prison est renommée prison de Séoul. Des partisans de la colonisation japonaise y sont alors enfermés, puis des opposants politiques aux régimes sud-coréens successifs. Parmi les prisonniers célèbres on peut citer Lee Myung-bak (président de la République de 2008 à 2013) qui y a été incarcéré pendant quelques mois en 1964,. Le 15 novembre 1987, la prison est définitivement fermée, pour être transférée à Uiwang dans la province de Gyeonggi.

## Musée
Sur les quinze bâtiments que comptait la prison lors de sa fermeture en 1987, sept ont été pleinement restaurés. Le 27 février 1988, trois bâtiments d'emprisonnement et le bâtiment des exécutions ont été classés site historique numéro 324. En 1995 il a été décidé de reconvertir le site en musée. Ce musée, géré par l'arrondissement de Seodaemun-gu, a ouvert en 1998. Il est aussi un lieu de mémoire pour les résistants coréens qui ont sacrifié leur vie sous la colonisation japonaise. En 2001 le premier ministre japonais Junichiro Koizumi s'est rendu au musée de la prison de Seodaemun et a présenté ses excuses pour les souffrances infligées au peuple coréen pendant la période coloniale.
Le musée comprend différentes reconstitutions de la prison pendant la période de colonisation japonaise (cellules, vie en prison, salles de torture, tours de guêt, site d'exécution), un monument d'hommage aux martyrs, des expositions permanentes sur l'histoire de la prison, des salles éducatives, une salle vidéo, une salle d'exposition accueillant divers événements et une bibliothèque,.
La prison se situe aujourd'hui dans le parc de l'Indépendance de Seodaemun (en) (서대문독립공원), à proximité de la porte de l'Indépendance (en) ou Dongnimmun (독립문) et de la station de métro Dongnimmun, dans l'arrondissement de Seodaemun-gu.